# Stanley Hauerwas
Stanley Hauerwas (Dallas, 24 luglio 1940) è un teologo statunitense.
Dopo aver insegnato per lungo tempo all'Università di Notre Dame, attualmente insegna dal 1984 alla Duke University etica teologica presso la Duke Divinity School, con nomina congiunta alla Duke University School of Law.. Considerato da molti tra i teologi viventi più influenti, è stato nominato "America's Best Theologian" dal "Time Magazine" nel 2001. È stato anche il primo statunitense a partecipare alle prestigiose conferenze "Gifford Lectures" per oltre 40 anni.
La sua opera è letta e discussa spesso anche tra studiosi non solo di religione, etica e teologia, ma anche nei campi della filosofia politica, sociologia, storia, diritto e teoria letteraria, fino ad acquisire fama fuori dell'ambito universitario e partecipare in televisione al The Oprah Winfrey Show. Oltre ai suoi studi di ecclesiologia, teologia sistematica, morale e filosofica, le sue opinioni sono note in modo interdisciplinare su argomenti quali bioetica, pacifismo e nonviolenza, contribuendo al dibattito pubblico su democrazia liberale, problemi del capitalismo, fondamentalismo cristiano ecc. I suoi lavori si occupano di metodismo, anabattismo, anglicanesimo e Chiesa cattolica e sono considerati parte della "sinistra evangelica" americana. Il suo libro A Community of Character: Toward a Constructive Christian Social Ethic (scritto in collaborazione con William H. Willimon) è considerato come uno dei 100 libri più importanti di teologia del XX secolo.

## Biografia
Cresciuto a Pleasant Grove, una zona sud-est di Dallas, in una famiglia della classe operaia, ha frequentato sia il Pleasant Grove High School (1954-56), sia il WW Samuell High School (1956-58). Essendo figlio di muratore, ha lavorato come apprendista allo stesso mestiere, un'esperienza altamente formativa per la sua vita futura, come lui stesso ha spesso detto, paragonando l'abilità e il duro lavoro che richiede tale lavoro con il proprio approccio teologico e con le sfide di una vita pienamente cristiana.
La famiglia di Hauerwas seguiva la Pleasant Mound Methodist Church, dove il teologo ha ricevuto battesimo, prima comunione e cresima. Si è quindi iscritto alla Southwestern University, dove ha preso il Bachelor of Arts nel 1962. Ha quindi conseguito Bachelor of Divinity, Master of Arts, Master of Philosophy e Ph.D. alla Università di Yale. Ha quindi insegnato all'Augustana College di Rock Island (Illinois), prima di passare all'Università di Notre Dame nel 1970, e alla Duke University 1983, dove insegna tuttora. Il suo insegnamento e l'influenza ricevuta sono di ampio respiro e passano da figure come Tommaso d'Aquino, Søren Kierkegaard, Karl Barth, Ludwig Wittgenstein, John Howard Yoder e Alasdair MacIntyre.

## Opere
- Vision and Virtue: Essays in Christian Ethical Reflection (1974)
- Character and the Christian Life: A Study in Theological Ethics (1975)
- Truthfulness and Tragedy: Further Investigations into Christian Ethics (1977)
- A Community of Character (1981)
- The Peaceable Kingdom: A Primer in Christian Ethics (1983)
- Against the Nations: War and Survival in a Liberal Society (1985)
- Suffering Presence: Theological Reflections on Medicine, the Mentally Handicapped, and the Church (1986)
- Christian Existence Today: Essays on Church, World, and Living in Between (1988)
- Resident Aliens: Life in the Christian Colony (con William Willimon) (1989)
- Naming the Silence: God, Medicine and the Problem of Suffering (1990)
- After Christendom: How the Church Is to Behave If Freedom, Justice, and a Christian Nation Are Bad Ideas (1991)
- Unleashing the Scripture: Freeing the Bible from Captivity to America (1993)
- Dispatches from the Front: Theological Engagements with the Secular (1994)
- In Good Company: The Church as Polis (1995)
- Where Resident Aliens Live (cpn William Willimon) (1996)
- Christians Among the Virtues: Theological Conversations with Ancient and Modern Ethics (con Charles Pinches) (1997)
- Wilderness Wanderings: Probing Twentieth Century Theology and Philosophy (1997)
- Sanctify Them in Truth: Holiness Exemplified (1998)
- A Better Hope: Resources for a Church Confronting Capitalism, Democracy and Postmodernity (2000)
- The Hauerwas Reader (2001)
- With the Grain of the Universe: The Church's Witness and Natural Theology (2001)
- Dissent from the Homeland: Essays after September 11 (2002) (a cura di, in collaborazione con Frank Lentricchia)
- The Blackwell Companion to Christian Ethics (con Samuel Wells) (2004)
- Performing the Faith: Bonhoeffer and the Practice of Non-Violence (2004)
- Cross-Shattered Christ. Meditations on the Seven Last Words (2004); traduzione italiana: Il Cristo straziato. Le ultime parole di Cristo in croce, Queriniana, Brescia 2020
- That State of the University: Academic Knowledges and the Knowledge of God (2007)
- Christianity, Democracy, and the Radical Ordinary: Conversations between a Radical Democrat and a Christian (con Romand Coles) (2007)
- Stanley Hauerwas on America's God (conferenza alla "Church of the Incarnation", Dallas, Texas, del 7 marzo 2010
- Disciplined Seeing: Forms of Christianity and Forms of Life, in "South Atlantic Quarterly", 109, 4 (autunno 2010), pp. 765–790 (con Brian Goldstone) qui
- Hannah's Child: A Theologian's Memoir (2010)
- Working with Words: On Learning to Speak Christian (2011)
- War and the American Difference: Theological Reflections on Violence and National Identity (2011)

Hauerwas è inoltre redattore (in collaborazione con il teologo di religione ebraica Peter Ochs) della serie Radical Traditions: Theology in a Postcritical Key, pubblicata da Westview Press/Harper Collins e SCM Press/Eerdmans, e (con Peter Ochs e Ibrahim Moosa) della serie Encountering Traditions, pubblicata da Stanford University Press.